# Painting on the Wall
Painting on the Wall – drugi singel niemieckiej grupy Edguy. Wydany w roku 2001 promował album Mandrake. 

## Lista utworów
1. Painting on the Wall (Edit) - 3:58
2. Gloden Dawn (Album Version) - 5:46
3. Wings of a Dream (Version 2001) - 5:04
4. Painting on the Wall (Album Version) - 7:36